# Michael Peterson (novelista)
Michael Iver Peterson (Nashville, Tennessee, 23 de octubre de 1943) es un novelista estadounidense. En octubre de 2003 fue declarado culpable de asesinato en primer grado y condenado a cadena perpetua por la muerte de su esposa, Kathleen Hunt Peterson, ocurrida el 9 de diciembre de 2001. Tras pasar ocho años en prisión, a Peterson le fue concedido un nuevo juicio después de que el juez Orlando Hudson fallara a su favor en una moción presentada por su defensa, en la que se logró probar que un testigo clave de la fiscalía había dado testimonio engañoso y mentido sobre sus credenciales. En 2017, Peterson se declaró culpable de homicidio involuntario manteniendo su inocencia mediante la Doctrina Alford y fue sentenciado a 97 meses en prisión, tiempo que ya había cumplido en su anterior condena, lo que le permitió salir en libertad.
El caso de Peterson y su posterior juicio tuvo una amplia cobertura nacional y ha sido objeto de numerosas producciones televisivas, siendo uno de los casos penales de mayor popularidad de los últimos años en Estados Unidos. Entre ellas, se destaca The Staircase, un documental francés que se centra en la defensa de Peterson y en su familia durante el proceso judicial, luego convertido en una serie televisiva por HBO.

## Biografía
Nació en la ciudad de Nashville. Tennessee, siendo el hijo de un militar de carrera. Durante su infancia, la familia de Peterson se mudó en repetidas ocasiones. Los constantes viajes hicieron que Peterson se convirtiera en un ávido lector, sobre todo de las obras de Ernest Hemingway. En 1965 se graduó por la Universidad de Duke con una licenciatura en ciencias políticas. Fue el editor del periódico colegial The Duke Chronicle durante 1964 y 1965.
Tras su graduación, Peterson aceptó un trabajo de investigación en el Departamento de Defensa de Estados Unidos, lo que lo llevó a apoyar la guerra que su país estaba librando en Vietnam. Poco tiempo después, se enlistó en el Ejército y fue herido en combate, y sus acciones en el mismo le valieron la condecoración de la medalla del Corazón Púrpura. Tras regresar a Estados Unidos en 1965, Peterson se casó con su prometida, la maestra Patricia Sue Balkman, y tuvieron dos hijos varones: Clayton y Todd. En 1971, Peterson fue dado de baja en el Ejército con honores tras sufrir un accidente en Japón.
Mientras vivían en Alemania, Patricia y Michael entablaron una buena e íntima amistad con otra familia militar: los Ratliff, compuesta por el capitán de la Fuerza Aérea de los Estados Unidos George Ratliff, su esposa Elizabeth y sus dos hijas bebés, Margaret y Martha. Tras el fallecimiento de George en los preparativos de la invasión estadounidense a Granada en 1983, Elizabeth, quien era compañera de trabajo de Patricia, se mudó con sus hijas a una casa ubicada cerca de los Peterson. Ese mismo año, Peterson publicaría su primera novela: “The Immortal Dragon, A Time of War, and A Bitter Peace”, que basó en sus experiencias en la guerra de Vietnam, y se convirtió en un Best-seller. Asimismo, escribió y fue coautor de otras novelas militares, con las que alcanzó cierta fama.
Tras la muerte de Elizabeth Ratliff en 1985, los Peterson pasaron a ser los tutores de las dos niñas, ya que en ambos testamentos George y Elizabeth habían estipulado que sus hijas irían con los Peterson. En 1986, Michael y Patricia, con sus dos hijos y sus dos hijas adoptivas, regresaron a Durham (Carolina del Norte), donde Michael conoció a una joven ejecutiva llamada Kathleen Hunt, quien tenía una hija llamada Caitlin. En 1991, Michael y Patricia se separaron y él, con el dinero que había recibido de sus libros, compró una lujosa mansión ubicada en el barrio Forrest Hills, en la que vivirían junto con Kathleen y los tres niños. Unos años después y tras finalizar la enseñanza secundaria, Todd y Clayton se unirían a la nueva familia de su padre en Durham. Michael y Kathleen contrajeron matrimonio en 1996.
Durante ese periodo, Peterson trabajó como columnista en el diario local Durham Herald-Sun, en cuyas columnas semanales criticaba despiadadamente la corrupción reinante en la ciudad, sobre todo en el Departamento de Policía. Peterson, de manera mordaz e irónica, también criticaba duramente a los altos cargos policiales y al Fiscal de Distrito, Jim Hardin, por su bajo número de crímenes resueltos en la ciudad. Años más tarde, por ironía del destino, sería Hardin quien imputaría, procesaría y llevaría a juicio a Peterson.
Debido a su creciente popularidad en Durham, Peterson lanzó su candidatura para ser alcalde de la ciudad en 1999. Sin embargo, sus deseos políticos se vieron truncados cuando el diario local News & Observer publicó documentos que demostraban que había mentido sobre las condecoraciones otorgadas en combate. El entonces candidato a la alcaldía afirmaba haber recibido dos medallas del Corazón Púrpura y las medallas de Bronce y Plata al Valor en Combate, pero posteriormente se comprobó que solo había recibido estas dos últimas. En el año 2000, Peterson se propuso presentarse a un cargo público, esta vez como candidato al Concejo municipal, pero una vez más fracasó en el intento.

## Juicio por la muerte de su esposa

### Muerte de Kathleen
A las 2:40 horas del sábado 9 de diciembre de 2001, un frenético Michael Peterson llamó al servicio de emergencias e indicó que había encontrado a su esposa tirada al pie de la escalera, confirmando que se había caído y que aún estaba viva. Minutos después, los primeros paramédicos llegaron a su casa y determinaron que Kathleen ya no tenía pulso y que efectivamente estaba muerta. La causa y la hora de la muerte de Kathleen fueron objeto de extensos debates durante el juicio posterior.
Al ser consultado por los paramédicos, Peterson indicó que se encontraba en la piscina junto a su esposa celebrando una posible nueva venta millonaria de los derechos de un libro que había co-escrito y que, en determinado momento, Kathleen se retiró de la piscina para preparar una conferencia de trabajo que iba a tener lugar el domingo por la mañana en su empresa. Cuando Peterson entró nuevamente en su casa, se encontró el cuerpo de Kathleen y supuso que ella se había caído por las escaleras, posiblemente porque se encontraba ebria. Los resultados toxicológicos arrojaron que Kathleen no había alcanzado el límite legal de alcohol en sangre establecido en Carolina del Norte, aunque sí había consumido una potente dosis de Valium, un sedante popular en Estados Unidos, y además se encontró alcohol en su orina.
Los primeros agentes de policía que llegaron al lugar del trágico suceso, así como también el investigador principal del caso Art Holland, pensaron desde un primer momento que se trataba de un asesinato y descartaron con rapidez la hipótesis de una caída. La postura del cuerpo policial fue disputada por el primer médico que llegó a la residencia de los Peterson, el médico forense Kenneth Snell, quien escribiría en su informe preliminar que el lugar del accidente y la cantidad de sangre desparramada correspondían con una caída por la escalera. Snell escribió en sus notas que la evaluación del lugar del suceso lo llevó a concluir que estaba "75% convencido de que la muerte de Kathleen se había producido por un accidente." A pesar de que el informe preliminar de Snell apoyaba la hipótesis de una caída, la patóloga forense Deborah Radisch fue la encargada de practicar la autopsia e indicó que Kathleen había muerto de múltiples impactos en la cabeza que le provocaron un fuerte traumatismo craneoencefálico.
El 20 de diciembre, tan solo 11 días después de la muerte de su esposa, la fiscalía se apresuró en levantar cargos contra Peterson y lo acusó de haberla asesinado tras propinarle una paliza. Peterson fue puesto en libertad con cargos en febrero de 2002, cuando el juez accedió a que esperara el juicio fuera de la cárcel tras pagar una fianza de 850.000 dólares. Los cuatro hijos y la exesposa de Peterson se mantuvieron unidos y defendieron a su padre de las acusaciones, mientras que Caitlin, la hija de Kathleen, tras apoyar inicialmente a su padrastro, cambió de parecer tras ver los resultados de la autopsia y dejarse influir por su tía, Candace Zamperini. La autopsia fue dada a conocer al público en febrero de 2002, tres meses después de la acusación de Peterson. En su informe, la forense Deborah Radisch indicó que el cuerpo de Kathleen tenía siete laceraciones en su cuero cabelludo, la fractura del cuerno superior del cartílago tiroides izquierdo y moretones.
El abogado encargado de la defensa fue David Rudolf que venía de defender al exjugador de fútbol americano Rae Carruth. Rudolf reunió un equipo con expertos y profesionales de primer nivel laureados alrededor del mundo, que incluía al famoso patólogo forense Henry Lee y su par Werner Spitz, así como también expertos en neuropatología y biomecánica. Todos testificaron en el juicio que según su opinión de expertos Kathleen había fallecido de una caída por la escalera.
El juicio acaparó atención nacional y fue retransmitido por múltiples cadenas y seguido por una productora francesa. El caso de la Fiscalía, liderado por Jim Hardin, a quien Peterson había criticado duramente años atrás, se apoyó principalmente en la vida privada del acusado, alegando que el escritor llevaba una segunda vida, que era bisexual y que Kathleen esa noche le habría descubierto su vida secreta después de entrar en el computador de su marido.
Hardin también intentó demostrar ante el jurado que la pareja pasaba por problemas económicos debido a la fracasada carrera política de Peterson y su incapacidad de escribir nuevos libros. El trabajo corporativo de Kathleen en la empresa Nortel también peligraba, ya que la empresa atravesaba un mal momento y había despedido a cientos de trabajadores. Según Hardin, los Peterson estaban endeudados y la única posibilidad que Peterson tenía para salir de su estresada situación financiera era asesinando a su esposa y haciendo ver que fue un accidente, lo que le permitiría cobrar un seguro de vida de 1,5 millones de dólares y solucionar así sus problemas financieros. Durante la última etapa del juicio, los fiscales, sobre todo la asistente Freda Black, hicieron uso de lenguaje homófobo y recurrieron a cierta frases discriminatorias contra la comunidad LGBTQ+, criticando la sexualidad de Peterson e indicando que las fotos de hombres que almacenaba en su computador eran “pura obscenidad”.
La defensa se centró en varios de estos puntos: Kathleen no tenía fractura de cráneo, contusiones en la cabeza o hemorragia cerebral, lo que restaba credibilidad a la teoría de Radisch de que múltiples traumatismos en la cabeza de la víctima por una paliza había provocado su muerte. Kathleen tampoco tenía moretones en el cuello o petequia, lo que quito peso a la posibilidad de haber sido estrangulada. Rudolf afirmó que Peterson y su esposa tenían un matrimonio ideal, que fue confirmado por los mismos hijos que vivían con la pareja. Según Rudolf, el dinero no suponía preocupación alguna para los Peterson, que pese a los problemas de Nortel, continuaban viviendo una opulenta vida en su mansión y tenían al día el pago de todas sus cuentas, además de que Peterson estaba a punto de firmar un contrato millonario por los derechos de uno de sus libros. Durante el juicio se comprobó que los policías que se encontraban en la casa esa noche no protegieron debidamente el lugar del suceso, violaron protocolos policiales estandarizados, no tomaron muestras clave y alteraron y contaminaron la escena del posible crimen.
En el etapa final, en uno de los momentos más importantes de todo el proceso judicial, la defensa presentó ante el jurado lo que para la Fiscalía y la familia de Kathleen era el arma homicida: un atizador que se creía que había desaparecido misteriosamente de la casa de la familia. Tras el veredicto, un miembro del jurado popular declaró que el atizador para el jurado no fue el arma utilizada por Peterson. Años después, Rudolf declaró que los policías descubrieron el atizador durante un allanamiento en la casa de Peterson, pero decidieron ocultarlo deliberadamente.

### Muerte de Elizabeth Ratliff
Durante el juicio, se desató una polémica después de que el juez Orlando Hudson hubiera permitido que la Fiscalía presentara y diera a conocer al jurado la muerte de la vecina y madre de las hijas adoptivas de Michael, que también había sido encontrada muerta en las escaleras de su casa. Años más tarde, Hudson en una entrevista reconoció que la participación de Ratliff en el juicio fue un error de su parte. Ratliff fue encontrada por la niñera alrededor de las 7:00 horas.
Sobre la muerte de Ratliff existen versiones contradictorias: la niñera y los amigos de Ratliff que se acercaron al lugar de los hechos testificaron que había sangre por toda la escalera que se extendía hasta la pared y que la Policía no ejecutó una investigación apropiada, mientras que el investigador militar que llegó a la escena del trágico suceso testificó que ni él ni sus acompañantes observaron una gran cantidad de sangre y que la investigación había sido realizada apropiadamente. Después de que el doctor alemán que llegó al lugar del suceso hubiera realizado una punción lumbar y determinado que la causa de muerte de Elizabeth se debía a una hemorragia cerebral, el patólogo Larry Barnes recibió el cuerpo de Ratliff. Tras haber realizado la autopsia, Barnes coincidió con la opinión del médico alemán en lo referido al lugar del suceso. Asimismo, el trabajo de Barnes fue revisado por el prestigioso Instituto de Patología de las Fuerzas Armadas (AFIP), que calificó el fallecimiento de Ratliff como muerte natural. La calificación oficial de la AFIP fue “muerte espontánea debido a una hemorragia intracraneal complicada por la Enfermedad de von Willebrand.
En octubre de 2002, el fiscal Hardin recibió el permiso de las hijas para desenterrar el cuerpo y realizar una nueva autopsia. Las hijas adoptivas de Peterson pensaban que esta nueva evidencia sobreseería a su padre. Los fiscales decidieron trasladar el cuerpo y que la nueva autopsia fuera realizada por la misma forense que ya había determinado que la causa de muerte de Kathleen era un homicidio y no por un profesional imparcial en Texas como la defensa había solicitado. Dos semanas antes de que el juicio por la muerte de Kathleen se iniciara, la autopsia de Ratliff se hizo pública y Radisch determinó que Ratliff había muerto de la misma forma que Kathleen: por múltiples impactos a la cabeza que le provocaron un traumatismo severo. Según Radisch, las heridas fueron provocadas por un "asalto homicida". Años más tarde, Hardin reconoció en una entrevista que lo ideal habría sido que un nuevo patólogo hubiera realizado la autopsia y no Radisch.

### Veredicto
Tras un juicio que se prolongó más de 5 meses, siendo el más caro y largo en la historia del Estado de Carolina del Norte, Peterson fue hallado culpable de haber asesinado a su esposa después de que el jurado popular pasara 4 días deliberando. Según un miembro del jurado, fue difícil alcanzar el veredicto, y muchos miembros tuvieron dificultad con la figura penal que la Fiscalía le había imputado a Peterson, ya que pensaban que estaban ante un crimen pasional y no uno premeditado. Para alcanzar el veredicto final, los miembros del jurado se centraron principalmente en la autopsia de Kathleen y, fundamentalmente, en las pruebas realizadas por el experto en análisis de sangre, Duane Deaver, que fueron catalogadas como la evidencia más convincente que fue presentada durante el juicio.

#### Apelación
Uno de los abogados de Peterson durante el juicio, Thomas Maher, se encargó de presentar la apelación de manera oral ante el Juzgado de Apelaciones en abril de 2006.
Unos meses después, los jueces, en una votación de 2-1, afirmaron que los derechos de Peterson no había sido violados durante el juicio y tanto la admisibilidad de la muerte de Ratliff como otras controvertidas decisiones de Hudson habían sido correctas. Los magistrados sí encontraron defectos en uno de los allanamientos que realizó la Policía en la casa de Peterson, aunque en un fallo dividido afirmaron que eso no bastaba para garantizar un nuevo juicio. La Corte Suprema del Estado dejó firme la condena de Peterson a finales de 2007.
En octubre de 2002, Caitlin presentó una demanda civil en la que hacía a Peterson responsable de la muerte de su madre. Ambas partes acordaron un impasse en el proceso hasta que el juicio penal tuviera un veredicto. En junio de 2006, Peterson se declaró en bancarrota, alegando que las costas de su defensa legal habían agotado todos sus recursos económicos. En febrero de 2007, tras el veredicto de culpabilidad y que su apelación hubiera sido denegada, Peterson llegó a un acuerdo por el que acordaba pagar 25 millones de dólares a Caitlin, aunque no confesó ser el asesinó de Kathleen. A consecuencia de este acuerdo monetario, Peterson es, legalmente, considerado indigente.

### La teoría del búho
En las etapas finales del proceso judicial, un vecino de los Peterson que se encontraba siguiendo el juicio, Larry Pollard, un abogado retirado, presentó ante la Fiscalía y la defensa lo que para él había sido la causa de muerte de Kathleen: un ataque de búho. La fiscalía rápidamente descartó la teoría de Pollard y durante años, junto con los policías, se mofaron de dicha teoría.
A fines de 2008, tras años de investigación y con ayuda de expertos en el campo de la Ornitología y la medicina, Pollard finalmente fue capaz de explicar su teoría detalladamente. Según él, Kathleen fue atacada por un búho fuera de su casa cuando estaba reajustando la decoración navideña, ataque que le causó varios cortes en el cuero cabelludo. Aturdida y herida, Kathleen entró en la casa e intentó subir las escaleras, pero no pudo soportar ni el dolor ni su aturdimiento, lo que hizo que se precipitara escalera abajo desde el quinto peldaño. Según Pollard, los profesionales que él consultó (una veterinaria, una ornitóloga y un neurocirujano) concluyeron que las heridas de Kathleen coinciden con las marcas que hubiera dejado un búho.
Los abogados de Peterson afirmaron que una pluma de búho y una rama de pino que se encontró en un mechón de cabello de Kathleen habían sido listadas en el informe de criminalística como objetos encontrados en la escena del suceso. Una revisión del cabello de la víctima en 2008 determinó dos nuevas plumas de búho que tenían un tamaño microscópico. La fiscalía volvió a descartar la teoría del búho y la ridiculizó una vez más. En 2017, el abogado de Peterson presentó ante los juzgados una solicitud para que el Estado financiara una serie de pruebas que serían examinadas por el Instituto Smithsoniano para determinar si Kathleen había sido atacada en realidad por un búho.

### Nuevo juicio
A mediados de 2010, un artículo de un diario local llevó al Fiscal General del estado, Roy Cooper, a iniciar una investigación que tuvo como resultado la suspensión y posterior despido del agente Duane Deaver, el testigo estrella de la Fiscalía en el juicio a Peterson. En su informe, se indicaba que Deaver y otros oficiales del Buró de Investigaciones Criminales de Carolina del Norte (SBI) ocultaron y distorsionaron pruebas exculpatorias para los acusados en más de 230 casos judiciales, incluyendo tres que acabaron en sentencias de pena de muerte. Posteriormente, una auditoría independiente halló que Deaver había dado testimonio engañoso y ocultado pruebas exculpatorias en 34 procesos judiciales, incluyendo el caso de Greg Taylor, un condenado a cadena perpetua que pasó 16 años encarcelado injustamente por causa del testimonio aportado por Deaver.
A fines de 2011, con base en esta investigación, Peterson presentó una moción para que se le concediera un nuevo juicio, con David Rudolf nuevamente comandando su equipo legal. Deaver había testificado que había trabajado en 500 casos de análisis de sangre, escrito 200 reportes y testificado en 60 juicios diferentes. Durante la vista, se demostró que toda la información sobre su currículum había sido exagerada por Deaver, tal y como habían testificado sus propios superiores del SBI, y que su testimonio ante el jurado había sido engañoso.
Según el fallo del juez Hudson que concedió a Peterson el nuevo juicio, el testimonio de Deaver fue clave para lograr una condena, ya que la misma fiscalía hizo hincapié durante todo el proceso en sus hallazgos y análisis de experto. Según Hudson, “el testimonio de Deaver era lo único que vinculaba a Peterson con la muerte de Kathleen”. El 16 de diciembre de 2011, Peterson fue puesto en libertad bajo fianza y bajo arresto domiciliario. El exfiscal general de Carolina del Norte, Rufus Edmisten, sugirió que todas las pruebas recopiladas por Deaver podrían no ser admitidas como buenas en un nuevo juicio. En julio de 2014, se exoneraron las restricciones de fianza de Peterson. Ese mismo año, Rudolf dejó la defensa que fue asumido por Mike Klinkosum, que sería el nuevo representante judicial de Peterson,
En febrero de 2017, tras el fracasado intento por la falta de análisis de ADN en la ropa de Kathleen que le impidieron desestimar los cargos presentados en su contra, Peterson se declaró culpable mediante la Doctrina Alford siguiendo la recomendación de su familia, su abogado y sencillamente porque ya no podía costearse su defensa tras el acuerdo monetario alcanzado con Caitlin. La doctrina Alford es un mecanismo legal que permite a un acusado declararse culpable reconociendo la existencia de pruebas en su contra que pueden declararlo, pero sigue reconociendo su inocencia en los cargos contra él. El juez Hudson lo sentenció a 86 meses de prisión, que se consideraron ya cumplidos, dado que Peterson ya había permanecido 98 meses en la cárcel.
En 2021, Todd Peterson, el segundo hijo de Peterson de su primer matrimonio, reconoció haber cambiado de opinión y ahora creer que su padre asesinó a su segunda esposa Kathleen Peterson y a la amiga de la familia Elizabeth Ratliff por dinero. Las jurisdicción de Grafenhausen (Alemania), lugar donde se produjo el deceso de Elizabeth, concluyeron de que Peterson no fue responsable por esta muerte, pero que sigue permaneciendo legalmente como culpable (aunque manteniendo su inocencia mediante la Doctrina Alford) de la muerte de Kathleen. Desde entonces, en posteriores publicaciones realizadas en sus redes sociales, Todd ha criticado el retrato de conflicto que la dramatización producida por HBO le ha dado al matrimonio entre Peterson y Kathleen, afirmando que ambos disfrutaban de "la mejor relación que he visto nunca", además de volver a sembrar dudas sobre acerca de la responsabilidad de su padre por las muertes en su familia.
Tras haber presenciado el juicio y haberse presentado como testigos de la fiscalía en el juicio, Candace Zamperini y Caitlin Atwater, la hermana e hija de Kathleen, reiteraron en entrevistas posteriores al cierre del caso que están convencidas de la culpabilidad de Peterson. Por su parte, el hijo mayor de Peterson, Clayton, y sus hijas adoptivas, Margaret y Martha, continúan, junto a otros miembros de su familia, manteniendo la inocencia de su padre.

## Producciones sobre el caso

### The Staircase (Soupcons)
El caso también fue seguido por una productora francesa, que había ganado un Oscar por un documental que relataba la experiencia de un joven afroamericano acusado injustamente de un asesinato. A la productora francesa, liderada por su director Jean Xavier de-Lestrade, fue otorgada un acceso casi total, tanto por parte de la familia de Peterson como del Juzgado. La fiscalía colaboró inicialmente con el proyecto, pero se retiró del mismo transcurridas unas pocas semanas.
Inicialmente proyectado como un documental de 2 horas, la película se estrenó finalmente en 2004 bajo el nombre de Soupçons (The Staircase en la versión estadounidense) como una serie documental de 8 capítulos de unos 45 minutos cada uno. Fue estrenada en diversos países en 2004 y ganó un premio Peabody, y es considerada por muchos como la precursora del género True Crime. En 2012, se estreno una segunda parte de la docuserie, titulada como “The Staircase: The Last Chance”. En estos 2 episodios, la productora francesa sigue los intentos de la familia de Peterson y sus abogados en conseguir un nuevo juicio, algo que finalmente lograron conseguir. La última parte, de 3 episodios, fue estrenada en exclusiva en la plataforma de streaming Netflix en junio de 2018.
Luego de haber concluido los procedimientos legales, la cadena estadounidense de televisión HBO compró los derechos del documental para producir una dramatización sobre el caso. La escalera, dirigida por Antonio Campos (director) y Maggie Cohn, fue estrenada en formato de miniserie el 6 de mayo del 2022 y cuenta con las actuaciones principales de Colin Firth y Toni Collette.
Michael Peterson Case: Kathleen Peterson's Sisters React to Verdict es un documental que se filmó durante el juicio.

## Obra literaria
- The Immortal Dragon (New American Library, 1983)
- A Time of War (DeBolsilo, 1990) A Bitter Peace (DeBolsillo, 1995)
- Charlie Two Shoes and the Marines of Love Company, Peterson and David Perlmutt.